# Ficus matiziana
Ficus matiziana är en mullbärsväxtart som beskrevs av Armando Dugand. Ficus matiziana ingår i släktet fikonsläktet, och familjen mullbärsväxter. Inga underarter finns listade i Catalogue of Life.